# Авианосцы типа «Джеральд Р. Форд»
Авианосцы типа «Джеральд Р. Форд» (англ. Gerald R. Ford class) — серия многоцелевых атомных авианосцев США, постройка которых ведётся с 2009 года. Созданы как улучшенная версия авианосцев типа «Нимиц» и отличаются от них, при сопоставимых размерах и авиационном вооружении, сокращённым, за счёт высокой степени автоматизации, экипажем и как следствие, меньшими эксплуатационными расходами. Помимо этого, новые авианосцы отличаются внедрением ряда новых технологий и конструктивных решений, в частности, элементов стелс-технологии.
Головной корабль заложен 14 ноября 2009 года, 31 мая 2017 года введен в состав флота США.
Помимо него, запланировано строительство по меньшей мере двух кораблей, по мере принятия на вооружение авианосцы типа «Джеральд Р. Форд» будут заменять авианосцы «Нимиц».

## История создания и перспективы
Программа создания авианосца нового поколения, призванного заменить авианосцы типов «Энтерпрайз» и «Нимиц» ранее была известна как программа CVN(X) и CVN-21 («авианосец XXI века»).
Финансирование программы началось в 2001 году, начало строительства — в августе 2005 года, закладка головного корабля — в ноябре 2009 года. Всего в 2001—2013 годах на проектирование и строительство головного корабля будет выделено 10,5 млрд долл. в текущих ценах, в том числе 2,4 млрд долл. на проектирование и 8,1 млрд долл. на строительство. Ещё 3,3 млрд долл. в 1997—2013 году планируется затратить на исследовательские работы по созданию новых военных технологий. Стоимость строительства второго и третьего корабля серии составит соответственно 9,2 и 10,7 млрд долл. в ценах 2009 года.
После принятия головного корабля в состав флота, следующие корабли последуют за ним с интервалом 5 лет, заменяя приближающиеся к предельному 50-летнему сроку службы старые авианосцы. Принятие в строй последнего (десятого) авианосца серии ожидается в 2058 году.
Самый первый атомный авианосец ВМФ США «Энтерпрайз» CVN-65 выведен из состава флота в 2012 году, после чего в течение 3 лет до ввода в строй авианосца «Джеральд Форд» (CVN-78) в составе ВМФ США будет находиться 10 авианосцев. С этого момента планируется постепенный переход к 10-авианосному составу флота.
С сокращением числа членов экипажа, эксплуатация авианосца должна будет обойтись США на 4 млрд долл. дешевле, чем его предшественника. 
Планируемый срок службы «Джеральда Форда» тоже 50 лет, стоимость постройки трёх авианосцев нового класса составит примерно 42 млрд долл..
«Джеральд Форд» стал первым кораблём ВМФ США, полностью спроектированным в системе 3D-дизайна, внедрённой компанией «Нортроп Грумман» и включающей автоматизированную систему моделирования технологических процессов.

## Особенности конструкции
При одинаковом с авианосцами типа «Нимиц» водоизмещении (около 100 000 т), «Джеральд Форд» будет иметь на 500—900 человек меньший экипаж. Это будет достигнуто за счёт уменьшения на 30 % трудоёмкости технического обслуживания устройств и систем, а также за счёт широкого внедрения автоматизации.
По сравнению с авианосцами типа «Нимиц», будет обеспечено увеличение числа самолёто-вылетов со 140 до 160 в день (и до 220 в кризисных ситуациях), увеличение на 150 % вырабатываемой электроэнергии для новых высокотехнологичных систем, внедрена система контроля за водоизмещением и остойчивостью, улучшены возможности взаимодействия с другими кораблями.
Компоновка
Конструкция корпуса практически одинакова с авианосцами типа «Нимиц». Характерная конструктивная особенность кораблей этой серии - передвинутая к корме «командная рубка». Более компактная надстройка сдвинута в корму и вынесена за линию борта. Надстройка оборудована мачтой из композитных материалов. Здесь расположены неподвижные радары с фазированными антенными решётками (ФАР) и система автоматического подлёта и посадки (JPALS), использующая глобальную систему позиционирования GPS. Расширена полётная палуба, на ней оборудованы 18 пунктов для заправки и вооружения самолётов.
Значительно изменена внутренняя компоновка корабля и конфигурация полётной палубы. Обеспечено быстрое реконфигурирование внутренних объёмов при установке новой аппаратуры. Для уменьшения веса количество секций ангара сокращено с трёх до двух, а количество самолётоподъёмников — с четырёх до трёх.
Флагманский мостик на 70 членов экипажа для уменьшения размеров надстройки перенесен на нижнюю палубу.
Силовая установка
Два новых реактора A1B, заново разработанных для авианосца, способны производить на 25 % больше электроэнергии, чем энергоустановка авианосца предыдущего поколения, а трудоёмкость обслуживания сокращена на 50 %. Запас мощности позволяет кораблю быстрее перезаряжать катапульты и запускать самолёты.
Реактор может работать без замены топливных стержней в течение 50 лет. Это первый ядерный реактор, который не требует перезагрузки топлива за всё время службы авианосца.
Радиоэлектронное оборудование
Основой радиоэлектронного оборудования авианосца является двухдиапазонная радиолокационная система DBR, которая интегрирует в себе многофункциональный радар AN/SPY-3 X-диапазона фирмы Raytheon и радар объёмного обзора VSR S-диапазона фирмы Lockheed. AN/SPY-3 осуществляет обзор и сопровождение целей, управление ракетами и подсветку цели на конечном участке траектории ракеты. VSR выполняет роль дальнего обзора и целеуказания для других радаров и систем оружия. Система разрабатывалась для эсминцев нового поколения DDG-1000 «Замволт».

### Авианосное авиационное крыло
Авианосцы смогут нести до 90 самолётов и вертолётов различного назначения: палубные самолёты 5-го поколения F-35, истребители-штурмовики F/A-18E/F Super Hornet, самолёты ДРЛО E-2D Advanced Hawkeye, самолёты электронного противодействия EA-18G, многоцелевые вертолёты MH-60R/S, а также боевые беспилотные летательные аппараты.
Одним из существенных технологических новшеств является замена паровых катапульт C-13 на новые  электромагнитные катапульты (Electromagnetic Aircraft Launch System, EMALS) фирмы General Atomics на основе линейного электродвигателя. Она позволяет разгонять боевые самолёты более плавно и избегать слишком сильных нагрузок на конструкцию летательного аппарата.
Демонстрационный вариант катапульты был опробован в Тестовом центре военно-морских авиационных систем (NASC) в Лейкхерсте в штате Нью-Джерси. В случае успеха, электромагнитные катапульты обеспечат большую управляемость процесса запуска самолётов, меньшие нагрузки на самолёты и пилотов, возможность взлёта при более широком диапазоне скоростей и направлений ветра, специальные режимы запуска для беспилотных аппаратов.
Ожидается применение новых турбоэлектрических аэрофинишёров фирмы General Atomics. Натяжение синтетического троса аэрофинишёра будет регулироваться электромотором, что обеспечит более плавный пробег и отсутствие экстремальных нагрузок на трос, тормозной гак и фюзеляж самолёта.

### Вооружение
В качестве средства ПВО самообороны корабль вооружён ракетами ESSM фирмы Raytheon с двумя 8-контейнерными пусковыми установками на 32 ракеты каждая. Ракеты предназначены для борьбы со скоростными высокоманёвренными противокорабельными ракетами. Системы ближнего радиуса действия включают зенитные ракеты RAM.
На корабле будет применена усовершенствованная система складирования и подачи боеприпасов и расходных материалов с хранилищами удвоенной высоты. Боезапас авианосца состоит из ракет, артиллерийских выстрелов, бомб и ракет «воздух-земля» для ударных самолётов, торпед и глубинных бомб для противолодочной авиации. Вооружение поднимается из арсеналов к основным пунктам обработки и сборки на уровне 02 (под полётной палубой), откуда подаются на палубу скоростными подъёмниками. Разработка подъёмников осуществлялась компаниями Federal Equipment Company и Oldenburg Lakeshore Inc.

## Состав серии
Источник информации: Доклад исследовательской службы Конгресса США. Все даты после 2009 года — планируемые.
| Название                        | Номер  | Закладка                                 | Спуск на воду | Вступление в строй | Заменит в строю           |
| ------------------------------- | ------ | ---------------------------------------- | ------------- | ------------------ | ------------------------- |
| Джеральд Р. Форд Gerald R. Ford | CVN-78 | 14.11.2009                               | 09.11.2013    | 22.07.2017         | Энтерпрайз (CVN-65)       |
| Джон Ф. Кеннеди John F. Kennedy | CVN-79 | 22.08.2015                               | 29.10.2019    | ~2025              | Нимиц (CVN-68)            |
| Энтерпрайз Enterprise           | CVN-80 | ~2020 (строительство начато весной 2018) | ~2025         | ~2027              | Дуайт Эйзенхауэр (CVN-69) |
| Дорис Миллер Doris Miller       | CVN-81 | ~2026                                    | ~2028         | ~2030              | Карл Винсон (CVN-70)      |
| Билл Клинтон William J. Clinton | CVN-82 | ~2027                                    | ~2032         | ~2034              | Теодор Рузвельт (CVN-71)  |
| Джордж У. Буш George W. Bush    | CVN-83 |                                          |               |                    | -                         |

## В культуре
Авианосец USS Freedom (CVN-83) из компьютерной игры Arma 3 практически полностью внешне идентичен кораблям серии «Джеральд Р. Форд»